# Робер II
Робер II Благочестиви (на френски: Robert II de France; * 27 март 972 - Орлеан; † 1031 - Мелюн) е крал на Франция (996 – 1031), втори от династията Капетинги и син и наследник на крал Хуго Капет от Аделхайд Аквитанска.

## Управление

### Съвладетел с Хуго Капет
На 30 декември 987 г. баща му го коронясва за крал, за да е сигурен, че след смъртта му ще го наследи именно той, а не избран от аристокрацията претендент.

### Опити за териториално разширение
Кралство Франция по времето когото Робер го наследява е само едно от относително малките кралства и феодални владения, зародили се с разцеплението на Франкската империя. Макар и уважаван и поддържан от васалите си в Нормандия и Аквитания, Робер практически има силна власт само в районите на Париж и Орлеан. За да увеличи земите си, той води както войни, така и съдебни дела, с цел да се възцари над всяка възможна със спорно наследство или поне - да засили влиянието си. Повечето му опити се провалят и дори влошават положението му, а през 1003 г. нашествието му в Бургундия се осуетява, но макар и чак през 1016 г. и с подкрепата на Църквата, той става херцог на Бургундия, който впоследствие е управлявано от т.нар. Бургундска династия, произлизаща от един от синовете му, наричан поради това Робер I (различен от френския крал със същото име).
Въпреки многото си военни начинания Робер II Френски се прочува и с пацифистката си инициатива, известна като Божи мир.

### Отношения с Църквата
Известно е, че въпреки проблемите си с църквата (предимно заради упорството му да продължава любовната си връзка, а до един момент - и брака си - с втората си (след Розала Италианска, наричана и Сузана) съпруга Берта Бургундска, считан според тогавашните тълкувания за кръвосмесителен), крал Робер II е пламенен католик, наречен след смъртта си „Благочестивия“. Той е известен и с музикалната си дарба, композира мелодии и се изявява, като изпълнител на църковна музика. Продължава редовно да посещава църковните служби, дори и след като е отлъчен от Църквата през пролетта на 997 г. от папа Григорий V, а по-късно едва не е и анатемосан. Той остава женен за Берта, в която е страстно влюбен, чак до 1003 г. и се развежда с нея само защото се нуждае от законен наследник (единственото им дете е мъртвородено). Впоследствие подновяват връзката си, въпреки че кралят се жени за друга (Констанца Арлска) и тя му ражда деца.
Робер II e известен и с негативното си отношение към евреите, които подозира в заговор за унищожението на Храма над Божи гроб и поради това подкрепя гоненията и погромите на тях, но иначе е прочут с човеколюбието си и своята милостивост, въпреки че тя може да се дължи донякъде и на слабата му власт. Същевременно е известен и с първото осъждане на еретици, след V век, при което е приложено като смъртно наказани изгарянето на клада. Потърпевшите са неговите и на жена му Констанца приближени духовници Стефан и Лизой и десетина техни последователи, които на всеослушание се придържат към католическите догми, но тайно проповядват измислена вероятно от тях смесица от вярвания, характерни за ранното християнство, гностическите секти и богомилите (на Запад - катари) и отричат легитимността на Църквата и важността на дейността й за за спасението на душите. Към обвиненията в ерес са им вменени и връзки с Дявола, вещерство и ритуални убийства на деца (според обвинението - на членове на сектата и заченати в условията на групов секс„ твърди се, че са убивани още новородени и изгаряни, а от пепелта им е изработвана вълшебна отвара, служеща за печелене на нови привърженици). В общи линии това са и основните обвинения в по-късната поредица от кампании, известна като Лов на вещици, а самият т.нар. Орлеански процес е смятан за техен прецедент. Известно е, че Робер II полага значителни усилия да отърве подсъдимите и най-вече - да ги разубеди и да ги върне към католицизма. Проявена от него суровост, след като вижда, че няма да успее, е възможно да се дължи на страх да не излезе техен съучастник и съмишленик, още повече че някои от неговите прояви напомнят за предполагаемите им деяния. Например той е известен с опитите си да лекува хора с помощта на ръцете си, която способност смята, че има от Светия Дух.

### Бунтове на синовете му
Набожният Робер II Френски има малцина приятели и много врагове, включително разпри с големите му синове – Юго Магнус (Хюго II) и Анри I. Първородният Юго умира, докато се бунтува срещу него, на 17 септември 1025 година. Анри се помирява с баща си си и е назначен за негов приемник и коронован в Реймс. По-късно през 1030 г. Робер I и Анри I пак въстават, но след като превземат няколко замъка се помиряват с баща си.

### Смърт и погребение на Робер II
Кралят напуска Париж и се оттегля в Мелюн, където на 30 юли 1031 г. умира. Погребан е до третата си жена Констанца в базиликата „Сен Дени“. Наследен е от втория си син от брака с Констанца Анри I.

## Семейство
Робер има 3 брака.
Първи брак: сключен под натиска на баща му, продиктуван от династични съображения, през 988 г. с Розала Италианска, дъщеря на краля на Италия, Беренгар II. Тя е вдовица с предишен брак, освен това е значително по-възрастна от него (Робер II e на около 16 години, когато се жени за нея). Бракът им е бездетен и през 992 г. Робер се развежда с нея.
Втори брак: с братовчедка му Берта Бургундска (964 — 16 януари 1010). Тя е дъщеря на Конрад III, крал на Бургундия, и вдовица на граф Ед I дьо Блоа. Берта е по майчина линия е внучка на крал Луи IV. Бракът е сключен в края на ноември или началото на декември 996 г., след смъртта на Хуго Капет, който не одобрява желанието на Робер да смени съпругата си, въпреки че е явно, че шансът да роди наследник е много малък, тъй като по това време тя е над 45-годишна.
Трети брак: от 1003 година за Констанца Арлска, от която има 7 деца.
- Адвиса, наричана и Аудиза, както и Хедвига (1003 – не преди 1063), графиня на Оксер, омъжена за Рено I, граф дьо Невер. Децата от този брак, наследяват Графство Невер и Оксер.
- Юго Магнус (1007 - 17 септември 1025), съ-крал с Робер II, коронован на 9 юни 1017 г. Според обичая на френските крале Робер определя за свой наследник сина си Юго Магнус, но той умира скоро и наследник на короната става вторият му син Анри I.
- Анри I (4 май 1008 - 4 август 1060), крал на Франция. Той наследява като крал Робер II.
- Адела Френска (1009 - 5 юни 1063), графиня дьо Kонтенанс, по-късно графиня на Фландрия, омъжена 1. за херцога на Нормандия, Ричард III; и 2. за графа на Фландрия, Балдуин V. Най-вероятно Адела е майка на Матилда Фландърска, съпруга на Уилям Завоевателя.
- Робер I (1011 - 21 март 1076), херцог на Бургундия от 1032, основател на първата династия Капет-Бургундски клон, която управлява Херцогство Бургундия от 1032 до 1361 г. След самостоятелното възцаряване на Анри I, като крал на Франция, Робер I, поддържан от майка си Констанца, въстава против брат си и претендира за трона. През 1032 година братята се помиряват и Робер получава Херцогство Бургундия, но се отказва от претенцията си за трона. Един от неговите потомци Афонсу I Завоевателя (1109 - 1185) става първият крал на Португалия през 1139. Всички следващи монарси на Португалия (Бургундска и Авис династии, също дом Браганса) до Мария II (1819 - 1853) и както и бразилския император Педро II са преки потомци по мъжка линия на Робер I.
- Eд (1013 - 1056), убит по време на нахлуването в Нормандия.
- Констанс (1014 – неизв.), омъжена за Манасий (1000 - 1037), граф дьо Дамартин.